# کالنوواتس
کالنوواتس (به صربی: Kalenovac) یک روستا در صربستان است که در ناحیه پوموراولیه واقع شده‌است.
 کالنوواتس  ۲۷ نفر جمعیت دارد.